# Nový Amsterdam (ostrov)
(Nový) Amsterdam, francouzsky Île (de la Nouvelle-)Amsterdam, je malý odlehlý ostrov v Indickém oceáně. Spolu s ostrůvkem Svatý Pavel (asi 90 km jižně) tvoří francouzský zámořský distrikt Ostrovy Svatý Pavel a Amsterdam, který je součástí Francouzských jižních a antarktických území (TAAF). Ostrov není trvale obydlen.

## Situace
Nový Amsterdam se nalézá v jižní části Indického oceánu, přibližně ve dvou třetinách vzdálenosti při nejkratší cestě lodí z jižní Afriky do Austrálie, na 37° 50' jižní zeměpisné šířky a 77° 30' východní zeměpisné délky. Je jedním z nejopuštěnějších míst světa, na nejbližší kontinent (Antarktida) je odtud asi 3200 km, do Austrálie téměř 3400 km a do Afriky 4200 km. Nejbližší větší pevninou jsou Kergueleny asi 1370 km jihozápadně. Je nejvýchodnějším ostrovem TAAF, geograficky se řadí k Antarktidě. Od sídla své politické správy (ostrov Réunion) je vzdálen téměř 2800 km.
Ostrov je vulkanického původu, vznikl ve dvou etapách. Z doby asi před 690 tisíci léty pochází západní část ostrova spadající příkře do moře, s nejvyšší horou Mont Fernand vysokou 731 m a útesy vysokými až 400 m. Z doby mladší, asi před 400 až 200 tisíci léty, pochází centrální oblast okolo nejvyššího bodu ostrova, 881 m vysoké sopky Mont de la Dives s kalderou. Do této druhé etapy vzniku patří i poměrně pozvolné úbočí, hlavně východním a severním směrem až k mořské hladině, vytvořené vyvěrající lávou.

## Podnebí
Díky dostatečné vzdálenosti (asi 500 km) od hydrologického rozhraní Indického a Jižního oceánu, kde se chladné antarktické vody setkávají s teplejšími severními a klesají pod ně, je na ostrově mírné oceánské podnebí. Roční teplota je zde v průměru okolo 13 °C, sníh padá jen zřídka a většinou ve vyšších polohách. Za rok zde spadne okolo 1120 mm dešťových srážek a následkem toho zde bývá vlhkost vzduchu 80 % bez znatelnějších sezónních výkyvů. Na ostrově není podzemní zdroj pitné vody. Převládají zde severozápadní větry s průměrnou rychlosti 7 m/sec (měřeno u mořské hladiny).

## Historie
I přes svou drobnost a osamocenost byl ostrov Amsterdam zřejmě poprvé spatřen už počátkem 16. století, a to hned při historicky prvním obeplutí světa španělskou Magellanovou výpravou, tou dobou už pod vedením jeho zástupce Juana Sebastiána Elcana. Ten se cestou z Indonésie k africkému mysu Dobré naděje snažil vyhnout případným portugalským lodím (celá oblast tehdy patřila do portugalské sféry vlivu) a navedl loď přímo na jihozápad do neprobádaných končin Indického oceánu, přičemž 18. března 1522 náhodou objevil tento ostrůvek. Nevěnoval mu však více pozornosti, ani ho nepojmenoval.
Teprve v roce 1633 holandský objevitel a kolonizátor Antonio van Diemen, guvernér Holandské východní Indie, dal ostrovu název „Nový Amsterdam“ podle holandské metropole. Jméno začalo být později zkracováno jen na „Amsterdam“.
V 18. a 19. století byli častými návštěvníky velrybáři a hlavně lovci tuleňů. Ze zabitých tuleňů, kteří sem pravidelně připlouvali, získávali tuk a z jejich mláďat velice vzácné kožešiny. Koncem 19. století zde byli tuleni vyhubeni. Předpokládá se, že na obou ostrovech Svatý Pavel a Amsterdam bylo vybito 50 až 150 tisíc těchto zvířat.
Francouzský admirál Antoine Bruny d'Entrecasteaux prohlásil dne 23. března 1792 Nový Amsterdam společně s ostrovem Svatý Pavel za francouzské území. On a badatel Huon de Kermadec zde vykonali prvý průzkum. V roce 1843 pověřil guvernér ostrova Réunion César Dumont d'Urville námořního kapitána Adama Mieroslawského aby oba ostrovy obsadil jménem Francie, což opětovně bylo stvrzeno v roce 1893 za přítomnosti válečné lodě L'Eure.
V lednu 1871 přivezl rolník Heurtin z Réunionu na ostrov malé stádo hovězího dobytka, které se tam krátce pokoušel chovat. Ještě téhož roku však ostrov opustil a zvířata ponechal svému osudu. Koncem roku 1874 provedl geolog Charles Valain prvý geologický průzkum ostrova. Občas se ostrov stával i záchranou pro poškozené lodě, které prakticky na dohled pluly po tehdy frekventované trase z Evropy okolo jižní Afriky do Austrálie, jež byla tudy nejkratší. Tyto námořní koridory se po otevření Suezského průplavu v roce 1869 přesunuly mnohem severněji a Nový Amsterdam se postupně dostal do téměř úplné izolace.
21. listopadu 1924 se ostrov stal administrativně součástí tehdy francouzského Madagaskaru. 6. dubna 1955 byl pak včleněn do nově založeného zámořského teritoria Francouzská jižní a antarktická území.

## Fauna a flora
Ze všech Francouzských jižních a antarktických území utrpěl Nový Amsterdam největší ekologické škody, jak na původní floře, tak i na fauně. Byly způsobeny introdukcí nepůvodních savců, kteří sem byli zavlečeni buď neúmyslně (myši a krysy), nebo měli sloužit k obživě (hovězí dobytek, kozy, králíci, prasata) či redukovat stavy hlodavců (kočky a psi). Kozy, prasata, kočky a psi již vymizeli, ostatní však stále škodí na hnízdištích ptáků (žerou vejce a mláďata, rozhrabávají hnízda) a neúměrným ušlapáváním a spásáním rostlinného krytu i stromů. Volně žijící skot, čítající asi 2000 kusů, spásl téměř celou populaci zde rostoucí rarity, málo rozšířeného stromu Phylica nitida. Patří do čeledě řešetlákovitých, dorůstá do výšky 6 až 7 m, má malé úzké listy a po medu vonící žlutá květenství. V době objevení ostrova rostl asi na jeho třetině výměry, dnes jsou z tohoto množství kvůli požárům a hlavně dobytku jen zbytky, které přežívají jen díky oplocení. Plánuje se úplná likvidace dobytčího stáda.
Nikterak bohatá flóra je uspořádána do typů podle nadmořské výšky. Po obvodu ostrova u hladiny oceánu roste hlavně skřípina (Scirpus aucklandicus), medyněk vlnatý (Holcus lanatus) a máchelka pampeliškovitá (Leontodon taraxacoides), po posledním požáru se značně rozšířil pcháč obecný (Cirsium vulgare). Další zóna je až do nadmořské výšky asi 350 m, kde rostou nejvíce skřípina (Scirpus nodosus), sítina rozkladitá (Juncus effusus) a žebrovice (Blechnum). Horní svahy až do výše téměř 500 m jsou osázeny kapradinami rodu Gleichenia a Elaphoglossum a pestrou škálou mechů. Do výše skoro 700 m jsou občas vysychající rašeliniště, kde jsou nejrozšířenější mechy, rašeliníky (Sphagnum) a vlhkomilné lipnice (Poa). V kaldeře bývalého vulkánu Mont de la Dives jsou bažinatá rašeliniště složená výhradně z mechů, rašeliníků a játrovek (Marchantiophyta).
Ze vzácnějšího zvířectva se na ostrově vyskytují hlavně mořští ptáci slétající se sem hnízdit: albatros amsterdamský (Diomedea amsterdamensis), albatros hnědý (Phoebetria fusca), buřňáček bělobřichý (Fregetta grallaria), buřňák dlouhokřídlý (Pterodroma macroptera), buřňák hrdliččí (Pachyptila turtur), buřňák menší (Puffinus assimilis), buřňák Salvinův (Pachyptila macgillivrayi), rybák černohřbetý (Sterna fuscata) a rybák jižní (Sterna vittata). Dále k pobřeží ostrova připlouvají také mořští savci vyvést na pevnině svá mláďata: lachtan jižní (Arctocephalus tropicalis), rypouš sloní (Mirounga leonina) a tučňák skalní (Eudyptes chrysocome). V přilehlých vodách bývá k vidění kosatka dravá (Orcinus orca). Před více než stovkou let vyhubení tuleni se zde ale neobjevují.
Na své autochtonní živočichy žijící zde trvale je ostrov poměrně chudý, za povšimnutí stojí jediný „domorodý“ pták astrild vlnkovaný (Estrilda astrild). Je to pestře zbarvený ptáček velký 10 až 12 cm, vzdálený příbuzný vrabce, živí se drobným hmyzem a semeny.
Nový Amsterdam i jeho teritoriální vody, stejně jako celá Francouzská jižní a antarktická území, je vyhlášen za přírodní rezervaci a příroda ostrova je ponechána bez dalších zásahů člověka.

## Současnost
Počínaje rokem 1949 začala na severovýchodním cípu ostrova pracovat vědecká základna Martin de Viviès, pojmenovaná po jednom z prvních výzkumníků. Zkoumá se hlavně živočišná a rostlinná biologie, zemský magnetismus i seismologie a fyzika atmosféry. Ve stanici průběžně pracuje asi 30 vědců, zásobována je čtyřikrát ročně lodí Marion Dufresne, která občas přiváží i turistické návštěvníky Francouzských jižních a antarktických území. Od července 2019 jsou ostrovy Svatý Pavel a Amsterdam a okolní moře (souhrnná plocha 201 km²) společně s Kerguelenami a Crozetovymi ostrovy součástí světového přírodního dědictví UNESCO.